# Staatszug (DDR)
Der Staatszug der Deutschen Demokratischen Republik wurde von der dortigen Partei- und Staatsspitze für Reisen im In- und Ausland genutzt.

## Altbaufahrzeuge
Nach dem Ende des Zweiten Weltkriegs waren nur wenige Salonwagen erhalten (so Wagen 10205, dieser verblieb im Westen). Der Wagen 10206 wurde zuvor zerstört. Aus dem Fuhrpark des Dritten Reiches gelangte daher kein Exemplar in die Sowjetischen Besatzungszone. Als bei der Besatzungsmacht und anschließend bei der Parteiführung in der DDR wieder Bedarf an Salonwagen entstand, wurden deshalb zunächst ältere Schlafwagen und Speisewagen von der Deutschen Reichsbahn zu „Dienstreisewagen“ umgebaut, einige auch mit der Möglichkeit, sie auf russische Breitspur umzuspuren. Zu den umgebauten Fahrzeugen gehörten die Dieseltriebwagen 137 185, 137 100 und 137 088. Nach Gründung der DDR am 7. Oktober 1949 wurden die Salonwagen in Berlin zusammengezogen und neu ausgestattet und der Triebwagen 137 225 (später 183 252) zu einem Salontriebwagen für die DDR-Regierung umgebaut. Der Triebwagen wurde meistens im Bahnhof Velten (Mark) abgestellt.
| Nutzung            | Nummer (Anfangs) | Nummer (Ende)   | Baujahr | Besitzer                     | Zustand                    | Anmerkung                                                                   |
| ------------------ | ---------------- | --------------- | ------- | ---------------------------- | -------------------------- | --------------------------------------------------------------------------- |
| Triebwagen         | 137 255          | 183 252         | 1949    | Eisenbahnmuseum Leipzig      | Original                   | 137 185, 137 100 und 137 088 in Berlin zusammengezogen und neu ausgestattet |
| Salon-Speisewagen  |                  | 61 80 88-80 054 | 1928    | Stiftung Kultur auf Schienen | Original (in Aufarbeitung) | mit Küche                                                                   |
| Altbau-Salonwagen  | 60 50 89-25 013  |                 | 1928    | Stiftung Kultur auf Schienen | Original (in Aufarbeitung) | 1951 umgebaut auf basis WLAB der Mitropa                                    |
| Altbau-Speisewagen | 60 50 88-40 052  | 61 50 89-25 013 | 1928    | Stiftung Kultur auf Schienen | Original                   | 1928–1951 im Führungszuges des Verteidigungsministeriums                    |

Das Landesamt für Denkmalpflege Sachsen hat einen in Delitzsch abgestellten Wagen als einen Flakwagen des Sonderzuges „Asien“ von Hermann Göring identifiziert. Der Wagen wurde 1958/59 für den Staatszug der DDR und dann erneut 1970 zu einem Sanitätswagen umgebaut.

## Neubaufahrzeuge
Ab 1966, überwiegend 1969, wurden zahlreiche neue Salonwagen gebaut, im Stile des 70er Jahre-Zeitgeistes und im Stil angelehnt an die damals modernsten Schnellzugwagen der Deutschen Reichsbahn für den internationalen Verkehr. Die Wagen wurden in Görlitz, Bautzen, Niesky, Delitzsch und Gotha teilweise mit zusätzlichen Drehgestellen für die Spurweite 1520 mm gebaut. Umspurbare Wagen sind an verstellbaren Übergangsbrücken mit zusätzlichen Anschlägen in größerer Höhe, drei Schlusssignallampen pro Wagenende und Kopfstücken mit Aufnahmen für Mittelpufferkupplungen der Bauart SA-3 mit Pendelrückstellung erkennbar. Die Umspurbarkeit im Betrieb wurde nicht im Austauschmerkmal gekennzeichnet. Die Wagen des NVA-Stabszugbestandes waren nicht auf das Umspuren im laufenden Betrieb vorbereitet. 
| Nutzung                            | Nummer (Anfangs) | Nummer (Ende)   | Baujahr | Besitzer                                                   | Zustand                    | Anmerkung |
| ---------------------------------- | ---------------- | --------------- | ------- | ---------------------------------------------------------- | -------------------------- | --- |
| Salonwagen A                       | 60 50 89-40 006  | 60 80 99-80 006 | 1966    | Wolkensteiner Zughotel                                     | Original                   | 1989 außer Dienst gestellt                                                                                          |
| Salonwagen A                       | 60 50 89-40 008  | 61 80 99-80 008 | 1969    | Privat                                                     | Original?                  | Wagen für Walter Ulbricht, später für Erich Honecker                                                                |
| Begleitwagen zum Salonwagen A      | 60 50 89-40 007  | 61 80 99-10 377 | 1967    | Eisenbahnmuseum Leipzig                                    | Original (in Aufarbeitung) | Baujahr 1967, ab 1992 Bahndienstwagen, zwischenzeitliche Nummer 61 50 89-80 007                                     |
| Salonwagen B                       | 60 50 89-40 009  | 61 80 89-80 009 | 1969    | Stiftung Kultur auf Schienen                               | Original (in Aufarbeitung) | mit Küche |
| Salonwagen B                       | 60 50 89-40 010  | 61 80 89-80 010 | 1969    | Stiftung Kultur auf Schienen                               | Original (in Aufarbeitung) | mit Küche |
| Salonwagen B                       | 60 50 89-40 011  | 61 80 89-80 011 | 1969    | Stiftung Kultur auf Schienen                               | Original                   | ohne Küche |
| Salonspeisewagen                   | 60 50 89-40 053  | 61 80 88-80 053 | 1969    | Lokschuppen Pomerania e. V.                                | Original                   | mit Küche |
| Salonspeisewagen                   | 60 50 89-40 054  | 61 80 88-80 054 | 1969    | Privat                                                     | Original?                  | mit Küche |
| Salonspeisewagen                   | 60 50 88-40 055  | 61 80 88-80 055 | 1969    | Stiftung Kultur auf Schienen                               | Original (in Aufarbeitung) | ohne Küche |
| Salonspeisewagen                   | 60 50 88-40 056  | 61 80 88-80 056 | 1969    | Stiftung Kultur auf Schienen                               | Original (in Aufarbeitung) | ohne Küche |
| Salonküchenwagen                   | 60 50 88-40 057  | 61 80 88-80 057 | 1969    | Stiftung Kultur auf Schienen                               | Original (in Aufarbeitung) | war 1998 in Köln Hauptbahnhof zusammen mit dem Speisewagen des NVA-Führungszuges ersatzweise als Kantine eingesetzt |
| Begleiter- und Personalschlafwagen | 60 50 70-40 103  | 61 80 70-80 103 | 1969    | Lokschuppen Pomerania e. V.                                | Original                   | |
| Begleiter und Personalschlafwagen  | 60 50 70-40 104  | 61 80 70-80 104 | 1969    | Lokschuppen Pomerania e. V.                                | Original                   | |
| Salonschlafwagen                   | 60 50 70-40 105  | 61 80 70-80 105 | 1969    | DB Museum Koblenz                                          | Original                   | ohne medizinisches Abteil                                                                                           |
| Salonschlafwagen                   | 60 50 70-40 106  | 61 80 70-80 106 | 1969    | Restaurant Station Burgsee, Historischer Bahnhof Gadebusch | nicht mehr Original        | ohne medizinisches Abteil                                                                                           |
| Salonschlafwagen                   | 60 50 70-40 107  | 61 80 70-80 107 | 1969    | Stiftung Kultur auf Schienen                               | Original (in Aufarbeitung) | mit medizinischem Abteil                                                                                            |
| Begleitwagen zum Salonwagen A      | 60 50 70-40 108  | 61 80 70-80 108 | 1969    | Stiftung Kultur auf Schienen                               | Original (in Aufarbeitung) | Baujahr 1969 |
| Begleitwagen zum Salonwagen B      | 60 50 70-40 109  | 61 80 70-80 109 | 1969    | Lokschuppen Pomerania e. V.                                | Original                   | |
| Proviantkühlwagen                  | 59-006           | 61 80 99-10 100 | 1958    |                                                            | verschrottet               | Maschinenkühlwagen Typ MK4, 1973 ausgemustert                                                                       |
| Nachrichtenwagen                   | 60 50 70-40 161  | 61 80 99-68 707 | 1969    | Privat                                                     | Original?                  | ab 1992 Messbeiwagen für Funk- und Nachrichtentechnikmessungen                                                      |
| Nachrichtenwagen                   | 60 50 70-40 162  | 61 80 99-68 708 | 1969    | Privat                                                     | Original?                  | ab 1992 Messbeiwagen für Funk- und Nachrichtentechnikmessungen                                                      |
| Salon-Maschinengepäckwagen         | 60 50 92-40 203  | 61 80 92-80 203 | 1969    | Stiftung Kultur auf Schienen                               | Original (in Aufarbeitung) | Länge 24,5 m |
| Salon-Maschinengepäckwagen         | 60 50 92-40 204  | 61 80 92-80 204 | 1969    | Stiftung Kultur auf Schienen                               | Original (in Aufarbeitung) | Länge 24,5 m |
| Salon-Maschinengepäckwagen         | 60 50 95-40 205  | 61 80 95-80 205 | 1971    | Privat                                                     | Original?                  | Länge 21,25 m |
| Salon-Autotransportwagen           | 60 50 98-40 302  | 60 80 98-80 302 | 1969    | Stiftung Kultur auf Schienen                               | Original (in Aufarbeitung) | |
| Verstärkungswagen                  | 51 80 10-40 319  | 51 50 10-40 319 | 1984    | Privat                                                     | Original?                  | Später Einsatz als 1.-Klasse-Wagen                                                                                  |
| Verstärkungswagen                  | 51 80 10-40 320  | 51 50 10-40 320 | 1984    | Privat                                                     | Original?                  | Später Einsatz als 1.-Klasse-Wagen                                                                                  |
| Verstärkungswagen                  | 51 80 10-40 321  | 51 50 10-40 321 | 1984    | Privat                                                     | Original?                  | Später Einsatz als 1.-Klasse-Wagen                                                                                  |
| Verstärkungswagen                  | 51 80 10-40 322  | 51 50 10-40 322 | 1984    | Privat                                                     | Original?                  | Später Einsatz als 1.-Klasse-Wagen                                                                                  |

## Einsatz
Die Salonwagen wurden einzeln oder auch als Zugverband eingesetzt. Diese hießen dann Staatszug oder auch Regierungszug. Letzterer verkehrte in der Regel mit einem der Zugnummer vorgestellten R. Für die Fahrten gab es eine spezielle Dienstanweisung, die als Vertrauliche Verschlusssache so geheim war, dass sie im Verzeichnis der Dienstvorschriften nicht geführt wurde. Wurde ein solcher Zug bereitgestellt, folgte seine Aufstellung zunächst auf zwei Gleisen des sogenannten „R-Zug-Geländes“ im Stellwerksbezirk W 5 des Bahnhofs Berlin-Lichtenberg östlich vom S-Bahnhof Nöldnerplatz. Von dort wurde der Zug dann auf Gleis 49 des Bahnhofs Berlin-Lichtenberg gefahren, wo er für die anstehende Fahrt vorbereitet wurde. Um die Sicht auf den Zug von den anderen Bahnsteigen zu verhindern, wurde als optische Sperre ein Zug mit Leerwagen auf das Parallelgleis gestellt. Die Staatsfahrten liefen unter der Aufsicht des Ministeriums für Staatssicherheit, dem auch dafür eingesetzte Angehörige der Transportpolizei für die Dauer des Einsatzes des Zuges unterstanden. Der Ablauf war höchst aufwendig organisiert.
Nach der Dienstanweisung gab es drei unterschiedliche Stufen des Aufwandes, wenn ein solcher Zug verkehrte. Bei Stufe I verkehrte zum eigentlichen Staatszug noch ein Vorzug und ein Nachzug. Der Vorzug (scherzhaft auch „Minenräumer“ genannt) bestand in der Regel aus einem Salonwagen und einem Gepäckwagen. Der Zug war mit Mitarbeitern von Transportpolizei und des MfS besetzt, die aus der offenen Übergangstür des letzten Wagens die Strecke beobachteten. Der Nachzug war meist nur ein Triebwagen oder eine einzeln fahrende Lokomotive. Alle Weichen, über die der Zug verkehrte, mussten zusätzlich mit Handverschlüssen, in der Regel Weichenschlösser und Zungensperren, gesichert werden. Schranken waren spätestens zehn Minuten vor Durchfahrt des Zuges zu schließen und durften zwischen Vor- und Nachzug nicht geöffnet werden – auch nicht für Feuerwehr- oder Notarzteinsätze. Bei zugbedienten Anlagen war das nur durch Eingriffe in die Sicherungstechnik möglich. Sowohl Eisenbahn- als auch Straßenbrücken über die befahrene Bahnstrecke durften nicht genutzt werden. Für die Züge wurde eine Trasse von etwa einer Stunde freigehalten, in der keine anderen Züge die Strecke nutzen konnten. Die zuständigen Dispatcher erhielten keine Meldung über die Zugbewegungen – sie mussten nur für die vorbestimmte Zeit die Trasse absolut frei halten.
Als Lokomotiven für den Staatszug wurden in der Dampflokzeit unter anderem die Stromlinienlokomotive 61 002, ehemals Zuglokomotive des Henschel-Wegmann-Zugs, für den Vorzug eingesetzt, ansonsten solche der Baureihe 03. Als Diesellokomotiven zur Verfügung standen, wurden solche der Baureihe V 180 (118) eingesetzt.
Der bekannteste Einsatz des Regierungszuges fand 1970 anlässlich des Treffens zwischen Willi Stoph und Willy Brandt in Kassel statt. Weitere Sonderzüge wurde jeweils von der NVA und dem Ministerium für Verkehrswesen vorgehalten.